# Incasel
A Indústria de Carrocerias Serrana Ltda, conhecida pelo acrônimo Incasel, foi uma empresa brasileira, fabricante de carrocerias para ônibus, com sede no município de Erechim, no Rio Grande do Sul.

## Início
A Incasel iniciou suas atividades em junho de 1949, quando montava uma carroceria de madeira a cada mês. Com o tempo, a produção ganhou corpo e na década de 1960 já havia conquistado mercado nos demais estados da Região Sul do país, mas agora com produtos feitos de estrutura metálica, cujos modelos eram cópias de outros fabricantes.

## Expansão
Na década seguinte produzia dez unidades mensais, quando passou a atender o mercado nacional. Apresentou-se pela primeira vez no Salão do Automóvel, na sua sétima edição, quando expôs seu modelo Continental, montado sobre um chassi Mercedes-Benz LP. Dois anos depois, na edição seguinte, mostrou o rodoviário Continental II, com diversas alterações técnicas e estéticas frente à versão anterior: estrutura tubular de aço, janelas maiores, colunas inclinadas, diversos detalhes de conforto para os passageiros, painel e capô de fibra redesenhados, poltrona do motorista com suspensão hidráulica e toalete em peça única. No mesmo evento foi apresentado seu primeiro urbano da nova fase, o Belvedere, sobre os tradicionais chassis com motor dianteiro da Mercedes-Benz.
No IX Salão, em 1974, o Continental, agora na versão III, mostrava melhorias estéticas, a mais visível delas uma nova grade envolvendo os faróis; além do maior uso de fibra de vidro, seguindo a tendência, também foi equipado com toaletes químicos com desintegrador de detritos. Pouco depois, surgiu seu único micro, batizado como Pônei, além do Continental RT, com piso e teto semi-elevados.
A partir daí, a produção da Incasel finalmente começou a adquirir personalidade própria. Novo rodoviário foi lançado em 1976, denominado Jumbo, para o transporte de média distância. Em 1978 o modelo urbano foi renovado, com o lançamento do Cisne, e do Minuano, um ano depois, próprio para operação em corredores. Em 1981, a linha de rodoviários ganhou sua versão mais pesada, o Delta.
A produção não parou de crescer, saindo de 116 unidades, em 1971, para 555, em 1980, com média de quase 50 carrocerias por mês. Em 1981, ano de recessão econômica, praticamente manteve o total do exercício anterior, com 523 unidades. Durante aqueles anos conquistou importantes clientes no segmento rodoviário, inclusive a Eucatur, que opera as mais longas rotas existentes em território nacional, ligando o Sul ao extremo Norte do país.

## Falência e venda dos ativos
No início da década de 1980, desentendimentos societários trouxeram problemas para a empresa, o que deteriorou sua situação financeira e acarretou demissões e redução da produção para menos de vinte unidades por mês. Incapaz de saldar as dívidas acumuladas, no final daquele ano teve sua falência decretada.
Em outubro de 1985, seus bens foram levados a leilão e arrematados pelo Grupo Comil, empresa fabricante de silos e equipamentos agrícolas de Cascavel, que em menos de três meses retomou a produção, sob a nova razão social Indústria de Carrocerias Erechim, montando os mesmos seis modelos da Incasel, a saber os urbanos Cisne e Minuano, rodoviários Continental, Jumbo, Delta e Columbia. Em 1987, lançou seu primeiro modelo de projeto próprio.
Posteriormente, a nova proprietária mudou a designação para Comil Carrocerias e Ônibus. Com a divisão societária, o grupo Comil abriu junto à matriz, no estado do Paraná, a Mascarello Carrocerias e Ônibus.

## Modelos produzidos
Micros
- Micro-Ônibus Rodoviário
- Ponei (1972-1979)

Urbanos
- Continental I (1970-1973)
- Belvedere (1971-1977)
- Cisne (1971-1984) [produzido posteriormente como Comil Cisne até 1988]
- Continental II (1974-1978)
- Minuano (1979-1984) [produzido posteriormente como Comil Minuano até 1988]

Intermunicipais
- Cisne Intermunicipal (1978-1984)

Rodoviários
- RT (1951-1979)
- Continental Diplomata (1955-1960)
- Bicampeão Rodoviário Super Luxo (1960-1966)
- Continental (1965-1978) [produzido posteriormente como Comil Continental]
- Belveder (1972-1975)
- Jumbo (1972-1984) [produzido posteriormente como Comil Jumbo até 1986]
- Delta (1976-1984) [produzido posteriormente como Comil Delta até 1987]
- Colúmbia (1983-1984) [produzido posteriormente como Comil Colúmbia]